# ثنية النصر
ثنية النصر بلدية جزائرية تابعة لدائرة مجانة بولاية برج بوعريريج، تقع بين مجانة وأولاد سيدي إبراهيم، يقطنها حوالي 13000 نسمة.
تابعة إداريًّا لدائرة مجانة، تقع شمال غرب عاصمة الولاية برج بوعريريج، وتبعد عنها بحوالي 30 كيلو مترًا.
في طريقك إلى ثنية النصر انطلاقا من مدينة برج بوعريريج تمر بالمناطق التالية:
- قرية عوين الزريقة
- بلدية مجانة
- قرية المشرع
- قرية وادي صياد
- عين الشيوان.

بعض قرى ومداشر بلدية ثنية النصر:
قرية أولاد سيدي المسعود: والتي تضم دشرة سمطة، دشرة آفيغو، دشرة الموتن؛ ك
كما تضم البلدية قرية أولاد تواتي، الروابح، بوحمزة، السحامدة، أولاد والشيخ والمسماة كذلك بـ : تيزعترين، قرية أولاد مني، الجديدة، فيض عباس أو كما تسمى فيض بن حابس، الحشاشنة، الخباثنة، عين الكحلة، أولاد سيدي عمر...